# Suxian
Der Stadtbezirk Suxian (苏仙区,  Sūxiān Qū) ist ein Stadtbezirk der bezirksfreien Stadt Chenzhou im Südosten der chinesischen Provinz Hunan. Der Stadtbezirk hat eine Fläche von 1.344 Quadratkilometern und zählt 435.900 Einwohner (Stand: Ende 2018).

## Administrative Gliederung
Auf Gemeindeebene setzt sich der Stadtbezirk aus zwei Straßenvierteln, acht Großgemeinden und neun Gemeinden zusammen. 